# Тілденвілл (Флорида)
Тілденвілл (англ. Tildenville) — переписна місцевість (CDP) в США, в окрузі Орандж штату Флорида. Населення — 475 осіб (2020).

## Географія
Тілденвілл розташований за координатами 28°32′1″ пн. ш. 81°36′4″ зх. д. / 28.53361° пн. ш. 81.60111° зх. д. (28.533505, -81.601026).  За даними Бюро перепису населення США в 2010 році переписна місцевість мала площу 0,97 км², з яких 0,83 км² — суходіл та 0,14 км² — водойми. В 2017 році площа становила 0,61 км², з яких 0,53 км² — суходіл та 0,08 км² — водойми.

## Демографія
Згідно з переписом 2010 року, у переписній місцевості мешкало 511 осіб у 167 домогосподарствах у складі 125 родин. Густота населення становила 527 осіб/км².  Було 188 помешкань (194/км²).
Расовий склад населення:
| - 78,3 % — чорних або афроамериканців - 16,6 % — білих - 2,0 % — азіатів - 1,4 % — осіб інших рас |

До двох чи більше рас належало 1,8 %. Частка іспаномовних становила 10,4 % від усіх жителів.
За віковим діапазоном населення розподілялося таким чином: 28,8 % — особи молодші 18 років, 55,5 % — особи у віці 18—64 років, 15,7 % — особи у віці 65 років та старші. Медіана віку мешканця становила 35,3 року. На 100 осіб жіночої статі у переписній місцевості припадало 94,3 чоловіків;  на 100 жінок у віці від 18 років та старших — 88,6 чоловіків також старших 18 років.
За межею бідності перебувало 31,0 % осіб, у тому числі 24,5 % дітей у віці до 18 років та 0,0 % осіб у віці 65 років та старших.
Цивільне працевлаштоване населення становило 972 особи. Основні галузі зайнятості: освіта, охорона здоров'я та соціальна допомога — 33,0 %, роздрібна торгівля — 23,6 %, будівництво — 20,0 %.